# Coleophora palumbipennella
Coleophora palumbipennella é uma espécie de mariposa do gênero Coleophora pertencente à família Coleophoridae.